# Bewusstseinspsychologie
Bewusstseinspsychologie ist die Bezeichnung für eine Psychologie, die ihr Interesse auf die Analyse des Bewusstseins als eines komplexen seelischen Vorgangs richtet. Sinnesvorgänge und Bewusstseinsprozesse sind seit dem 17. Jahrhundert mit dem Neu-Begründer des Sensualismus John Locke (1632–1704) der eigentliche Gegenstand der Philosophie. Die damals neu entwickelte philosophische Wissenschaft ist nicht metaphysische Bewusstseinspsychologie im alten Sinne, sondern geht wesentlich von der Erkenntnistheorie aus. In Deutschland hat Christian Wolff (1679–1754) den Ausdruck „Bewusstsein“ im Jahr 1720 geprägt. Er war zunächst nur in der philosophischen Fachsprache gebräuchlich und ging erst später als Gegenwort zu Ohnmacht in den allgemeinen Sprachgebrauch über. Wolff kennzeichnete das Bewusstsein mit Hilfe der Vorstellungen.

## Methoden
Im Sinne einer Elementenpsychologie versucht Bewusstseinspsychologie die Einzeltatbestände deduktiv zu erforschen, die als einfache Grundlagen solcher vielschichtigen seelischen Abläufe gelten können.(a) Als einfache psychische Elemente wurden unter dem allgemeinen Begriff der Vorstellung etwa Empfindungen oder Assoziationen verstanden. In abgestuften Graden der Bewusstseinshelligkeit (Vigilanz) galt das Psychische als gleichbedeutend mit dem Bewusstsein.
Gegen diese Annahme hat sich die Psychoanalyse und auch die Analytische Psychologie gewandt, da sie beide besondere pschodynamische Mechanismen für unbewusste und vorbewusste seelische Vorgänge annahmen.
Die elementenpsychologische Analyse des Bewusstseins stützte sich vorwiegend auf Selbstbeobachtung und vermögenspsychologische Deduktion.(a) Da subjektive Faktoren hierbei nicht auszuschließen waren, musste mangelnde Objektivität als mögliche methodische Schwäche hingenommen werden. Der Behaviorismus hat hier Wert auf objektiv beobachtbare Sachverhalte gelegt.(a)

## Geschichte

### Descartes
Die Bewusstseinspsychologie hat ihren Begründer auch in René Descartes (1596–1650), der 1637 das Bewusstsein als immaterielle „res cogitans“ (denkende Substanz) bezeichnete und im Gegensatz dazu den Körper als „res extensa“ (ausgedehnte Substanz) annahm. Er forderte eine Wechselwirkung zwischen diesen Substanzen, für die er die Zirbeldrüse als ausführendes und einzig unpaares Organ des Gehirns zuständig hielt. Mit dieser sich nicht bestätigenden These hat er lokalisatorische Vermutungen ausgesprochen, die jedoch eher als frühe Hinweise topistischer Art zu verstehen sind. Die Seele betrachtete er als das dem Menschen primär und spezifisch Gegebene im Unterschied zu den Tieren. Mit dem „Ich denke“ wurde er zum Verfechter eines Subjektivismus. Die – nach Descartes – dem Denken eigene Vorstellung der Gottesidee zeichnet ihn selbst als idealistischen Denker aus.(a)(b)

### Schulen und Richtungen in Deutschland
In Deutschland hat Christian Wolff mit seiner rationalen Psychologie und dem von ihm aufgegriffenen Satz vom zureichenden Grund Vorarbeit für eine Bewusstseinspsychologie geleistet.(b) Immanuel Kant (1724–1804) zweifelte jedoch an einer solchen Psychologie (KrV B 399 ff.) und gebrauchte eher die Bezeichnung einer Anthropologie in pragmatischer Hinsicht. Kant hielt mathematische Axiome nicht auf die Psychologie anwendbar, da die Selbstbeobachtung nur unsichere Rückschlüsse auf den Gegenstand der Psychologie zulasse und somit auch eine metaphysische Begründung nach den Grundsätzen der Kritik der reinen Vernunft nicht möglich sei.(c) Der Kant-Schüler Johann Christoph Hoffbauer (1766–1827) ist zu erwähnen für sein Eintreten zugunsten der »positiven« Erscheinungen durch Beobachtung und für sein Bemühen, die Psychologie vom Spiritualismus und Materialismus fernzuhalten. Der spekulationsfreudige Gesellschaftszustand Deutschlands zu dieser Zeit honorierte ihn dafür nicht sonderlich, siehe dazu etwa die ablehnende Rezeption Hoffbauers durch Johann Christian August Heinroth (1773 – 1843). Hoffbauers Anschauungen wurden dagegen naturwissenschaftlich-physiologisch von Johann Friedrich Herbart (1776–1841) und Friedrich Eduard Beneke (1798–1854) anerkannt.(b)
Hauptvertreter der Bewusstseinspsychologie und Begründer der eigenen psychologischen Methodik war Wilhelm Wundt (1832–1920) als Anhänger der vorwiegend experimentell verfahrenden Richtung. Nach Theodor Elsenhans (1862–1918) wird auch die Würzburger Schule zu ihr gezählt mitsamt einigen anderen selbständig experimentell arbeitenden Autoren wie Georg Elias Müller (1850–1934) und Carl Stumpf (1848–1936). Als Anhänger der vorwiegend introspektiv verfahrenden Richtung können Franz Brentano (1838–1917), Alexius Meinong (1853–1920) und Hans Lipps (1889–1941) gelten.(d) Behaviorismus, Psychoanalyse und analytische Psychologie haben zu einer Weiterentwicklung dieses Konzepts beigetragen. Auch Karl Jaspers (1883–1969) als Vertreter der klassischen deutschen Psychiatrie hebt diese Verdienste anerkennend hervor.

### Wundt
Auch wenn Wundt als Begründer der modernen Psychologie und insbesondere der Experimentalpsychologie anzusehen ist, so kann man seine Rolle nur verstehen, wenn man ihn als Glied in der Kette der durch Christian Wolff begründeten und durch Immanuel Kant und Johann Friedrich Herbart (1776–1841) fortgesetzten Tradition einer Auseinandersetzung mit der Bewusstseinsphilosophie würdigt. Diese Tradition kann jedoch nicht beschrieben werden, ohne ihre ausgeprägten psychologiegeschichtlichen Gegensätzlichkeiten zu kennen. Wundt hatte zwar viele Schüler aus aller Welt, begründete jedoch selbst keine Schule. Seine Werke wurden eher wenig verbreitet.(e)

## Kritik
Wenn auch Descartes die Frage der Lokalisierbarkeit seelischer Funktionen im Sinne einer Neuropsychologie oder zumindest aber die einer psychischen Topik aufgeworfen hatte, so konnte er doch die spezifisch menschliche Bewusstseinsbildung durch Wechselwirkung zwischen Seele und Körper im Falle von Sinnesreizen nicht hinreichend beantworten. Diese Lücke hat Gottfried Wilhelm Leibniz (1646–1716) mit seiner Lehre der petites perceptions aufgezeigt. Damit wurden auch unbewusste Wahrnehmungen durch die Annahme von Sinnesschwellen anerkannt und später durch Herbart aufgegriffen. - Die Kritik an der Bewusstseinspsychologie durch vorgenannte analytische Richtungen der Psychologie war getragen von eher außerbewussten Forschungsansätzen, die als Ausdruck eines Realismus verstanden werden können.(b) Es standen sich die Vertreter der → Elementenpsychologie und der Gestalt- und Ganzheitspsychologie gegenüber, da es an einem methodischen Verfahren zur Überprüfung der unterschiedlichen Standpunkte hinsichtlich der analytischen (Elementenpsychologie) und synthetischen Betrachtung (Ganzheitspsychologie) fehlte.(c) Die deskriptive Psychologie übt Kritik an der ausschließlich vernunftbetonten Erkenntnistheorie, indem sie auch das Erlebnis als Quelle der Erkenntnis bewertet.(c)